# ندم الآنسة أمبر (رواية)
رواية ندم الآنسة أمبر (بالإنجليزية: Miss Ambar Regrets)‏ هي رواية للكاتب الأسترالي جون كليري. نشرت عام 2004. وهي أول عمل جديد نشره منذ عام 1987 والذي لم يكن رواية عن محقق سيدني سكوبي مالون. تدور أحداث الرواية حول قصة حب بين ممثلة طموحة وصحفي تلفزيوني، حسب ما قاله الكاتب في مقابلة له في عام 2003.